# Visoke
Le Visoke, également appelé Bisoke, Bisoko, Kirunga Visoke ou encore Wissoke, est un volcan situé sur la frontière entre la république démocratique du Congo et le Rwanda.

## Géographie
Le Visoke est situé en Afrique de l'Est, à cheval sur la frontière séparant la république démocratique du Congo couvrant les pentes nord-ouest et le Rwanda couvrant les pentes sud-est, dans le centre de la branche occidentale de la vallée du Grand Rift. Il est entouré par le Karisimbi au sud-ouest, le Mikeno à l'ouest et la ville de Ruhengeri à l'est-sud-est.
Culminant à 3 711 mètres d'altitude, le sommet du Visoke est couronné par un cratère contenant un lac de 450 mètres de diamètre. Ce volcan conique, symétrique, aux pentes prononcées et composé de laves trachyandésitiques est le lieu de départ d'un alignement de cônes de scories s'étirant à ses pieds vers le nord-est.
Le volcan est inclus dans le parc national des Volcans au Rwanda et dans le parc national des Virunga en république démocratique du Congo.

## Histoire
Seules deux éruptions du Visoke sont connues : en 1891 et en 1957 bien que la première soit incertaine. La seconde qui s'est déroulée du 1er au 2 août 1957 à onze kilomètres au nord du sommet a produit 0,7 million de mètres cubes de lave et 0,1 million de mètres cubes de téphras.